# Біллі Шарп
Вільям Луїс Шарп (англ. William Louis Sharp; нар. 5 лютого 1986, Шеффілд, Англія), більший відомий, як Біллі Шарп — англійський футболіст, нападник клубу «Шеффілд Юнайтед».

## Кар'єра
Професіональну кар'єру розпочав у 2004 році, у клубі «Шеффілд Юнайтед». 2005 року виступав на правах оренди за Рашден енд Даймондс. 2005 року приєднався до складу клубу «Сканторп Юнайтед», за який провів 82 матчі, в яких забив 53 голи. 2007 року повернувся до складу Шеффілд Юнайтед. У 2009 році був орендований клубом «Донкастер Роверз». 2010 року вже офіційно приєднався до того ж клубу. У 2012 році за суму близько 1,8 млн фунтів приєднався до складу «Саутгемптон». Два наступних сезони провів на правах оренди в клубах «Ноттінгем Форест» і «Редінг». У 2014 також на правах оренди грав за «Донкастер Роверз». Сезон 2014–2015 провів у складі клубу «Лідс Юнайтед».
У 2015 році повернувся до складу «Шеффілд Юнайтед», за який виступає й досі. У сезоні Чемпіоншипу 2018/19, «Шеффілд Юнайтед» отримав підвищення до Прем'єр-ліги. Сам Біллі виборов 5 місце у бомбардирській гонитві. На рахунку англійця 23 голи.

## Досягнення
«Сканторп Юнайтед»
- Перша футбольна ліга: 2006[6]

«Шеффілд Юнайтед»
- Перша футбольна ліга: 2016–17[7]